# Janet Jackson (álbum)
Janet Jackson é o álbum de estreia auto-intitulado da cantora americana Janet Jackson. Lançado no dia 21 de Setembro de 1982, pela gravadora A&M. Sua carreira de cantora foi criada pelo seu pai, Joseph Jackson, quem organizou o seu contrato com a gravadora A&M Records.
O estilo musical do álbum contém pop bubblegum misturado com influencias de funk e disco. As compositoras Angela Winbush e René Moore contribuíram na grande parte das canções do álbum. Winbush e Moore também tiveram créditos na produção do álbum junto com Foster Sylvers, Jerry Weaver e Bobby Watson. Janet Jackson estreou no número 6 na Billboard R&B/Hip-Hop Albums e seu single, "Young Love" atingiu o número 6 na parada musical Billboard R&B/Hip-Hop Songs. O álbum vendeu aproximadamente 1,3 milhão de cópias mundialmente.

## Antecedentes
Antes de seu contrato com a gravadora A&M Records, Janet Jackson ficou conhecida como atriz de televisão, mais notável pelo seu papel de Penny na série Good Times e Charlene DuPrey em Diff'rent Strokes. Janet não queria que nenhum dos membros da sua família para participar da produção do álbum. Ela queria que fosse o seu próprio projeto, julgados por seus próprios méritos. Ela cantou parte da canção "The Magic is Working" do sitcom Diff'rent Strokes para promovê-la.

## Produção
Jackson tinha dezesseis anos quando ela começou a gravar o álbum. Ela foi auxiliada por seu pai, trabalhando com vários compositores e produtores.[carece de fontes?] Compositores como Angela Winbush e René Moore contribuíram para grande parte das letras do álbum. Moore e Winbush compartilham créditos de produção com Foster Sylvers, Jerry Weaver e Bobby Watson. A foto da capa do álbum foi tirada por Harry Langdon na piscina da casa da família Jackson. Janet tirou a ideia de uma fotografia de Helmut Newton da atriz Elizabeth Taylor submersa em uma piscina, que ela achou "dramática".

## Lançamento
O álbum foi lançado em 21 de setembro de 1982 pela A&M Records. O afro-americano de Baltimore observou que o álbum havia sido lançado, comentando que Jackson não tem nenhum membro da família Jackson ajudando, que ela está confiando "exclusivamente em seu próprio talento", e que ela tem "a voz equilibrada de um indivíduo dinâmico ".
Na Billboard 200 dos EUA, Janet Jackson teve seu pico no número 63. Na Nova Zelândia, o álbum alcançou o 44º lugar na New Zealand Albums Chart, durante seu gráfico de apenas uma semana em 17 de abril de 1983.  A partir de 2003, Janet Jackson já tinha vendido 82.000 cópias através do BMG Music Club nos Estados Unidos. E vendeu 62.000 cópias adicionais de acordo com a Soundscan desde 1991. Mas a maioria das vendas ocorreu antes do Soundscan começar a rastrear as vendas nos EUA em 1991. No mundo todo, o álbum vendeu 400.000 cópias, considerado um fracasso no momento.

## Recepção
| Críticas profissionais | Críticas profissionais |
| Avaliações da crítica  | Avaliações da crítica  |
| Fonte                  | Avaliação              |
| ---------------------- | ---------------------- |
| AllMusic               | [ 8 ]                  |
| Rolling Stone          | [ 9 ]                  |

Stephen Thomas Erlewine com Allmusic deu-lhe dois de cinco estrelas, dizendo: "Em seu álbum de estréia, Janet Jackson não demonstra nenhuma personalidade distinta musical própria. Se seus produtores tinham inventado uma maior conjunto de canções e batidas mais interessante, Janet Jackson pode ter sido um jogo agradável da ensolarada dance-pop, mas como ele está, só o "Young Love" se destaca entre os batedores indiscerníveis, sub-disco e drippy ballads.
O Baltimore Afro-American fez uma análise favorável, dizendo "As oito canções apresentam simplesmente a voz de um dinâmicas individuais".

## Alinhamento de faixas
| Edição padrão  |                                        |                                   |                                              |         |  |
| N.º            | Título                                 | Compositor(es)                    | Produtor(es)                                 | Duração |  |
| 1.             | "Say You Do"                           | René Moore, Angela Winbush        | Bobby Watson, Moore, Winbush                 | 6:48    |  |
| 2.             | "You'll Never Find (A Love Like Mine)" | Moore, Winbush                    | Bobby Watson, Moore, Winbush                 | 4:09    |  |
| 3.             | "Young Love"                           | Moore, Winbush                    | Bobby Watson, Moore, Winbush                 | 4:56    |  |
| 4.             | "Love and My Best Friend"              | Moore, Winbush                    | Bobby Watson, Moore, Winbush                 | 4:47    |  |
| 5.             | "Don't Mess Up This Good Thing"        | Foster Sylvers, Jerry Weaver      | Wardell Potts, Jr., Barry Sarna, Dana Meyers | 3:53    |  |
| 6.             | "Forever Yours"                        | Phillip Ingram, Attala Zane Giles | Weaver, C. Sylvers                           | 4:57    |  |
| 7.             | "The Magic Is Working"                 | Dorie Pride, Gene Dozier          | Weaver, F. Sylvers                           | 4:09    |  |
| 8.             | "Come Give Your Love to Me"            | Glen Barbee, Charmaine Sylvers    | F. Sylvers, Weaver                           | 5:03    |  |
| Duração total: | Duração total:                         | Duração total:                    | Duração total:                               | 38:50   |  |

## Desempenho nas tabelas musicais
| Tabela (1982)                                   | Melhor posição |
| ----------------------------------------------- | -------------- |
| África do Sul - (South African Albums Chart)    | 98             |
| Estados Unidos - (Billboard 200)                | 63             |
| Estados Unidos - (Billboard R&B/Hip-Hop Albums) | 6              |
| Nova Zelândia - (New Zealand Albums Chart)      | 44             |

## Créditos
| - Chuck Beeson - Art Direction - Bob Brown - Engineer - Paulinho Da Costa - Percussion - Gene Dozier - Horn Arrangements, String Arrangements - Kirk Ferraioli - Assistant Engineer - André Fischer - Drums - Stuart Furusho - Engineer, Mixing Assistant - Joey Gallo - Synthesizer - Humberto Gatica - Mixing - Marlo Henderson - Guitar - Howard Hewett - Background Vocals - Jerry Hey - Horn Arrangements - Phillip Ingram - String Machine - Janet Jackson - Vocals, Background Vocals - Fred Jenkins - Guitar (Acoustic) - Jerry Knight - Background, Vocals - Harry Langdon - Photography - Nyya Lark - Assistant Engineer - Jeff Lorber- Synthesizer - Tony Maiden - Guitar - Peggy McCreary - Mixing Assistant - Michael McGloiry - Guitar - Dana Meyers - Background, Vocals, Vocal Arrangement | - Greg Moore - Guitar - René Moore - Keyboards, Background Vocals, Handclapping, Producer, Rhythm Arrangements, Moog Bass - Taavi Mote - Engineer - Wardell Potts, Jr. - Rhythm Arrangements - Ambrose Price - Handclapping - Lynn Robb - Design - Barry Sarna - Synthesizer - John Stronach - Engineer - Edmund Sylvers - Percussion - Foster Sylvers - Synthesizer, Bass, Drums, Producer, Rhythm Arrangements - Leon F. Sylvers III - Rhythm Arrangements - Patricia Sylvers - Synthesizer, Background Vocals - Steve Thume - Engineer - Wally Traugott - Mastering - John VanNest - Engineer, Mixing Assistant - Trevor Veitch - Contractor - Gerald Vinci - Concert Master* Jerry Weaver - Producer, Rhythm Arrangements - Melvin Webb - Percussion - Mike West - Guitar - Angela Winbush - Keyboards, Background Vocals, Producer, Rhythm Arrangements - Benjamin Wright - String Arrangements |